# گورستان چال کره هلوش
قبرستان چال کره هلوش مربوط به دوران پیش از تاریخ ایران باستان است و در ۱۷ کیلومتری غرب پل دختر واقع شده و این اثر در تاریخ ۱۰ مهر ۱۳۸۰ با شمارهٔ ثبت ۴۰۷۸ به‌عنوان یکی از آثار ملی ایران به ثبت رسیده است.